# Liste des districts dans le borough londonien de Havering
Ceci est une liste des districts du Borough londonien de Havering.

Havering dans le Grand Londres

## Districts
| District            | Ville postale | Zone postal/District | Coordonnées                 | OS grid ref |
| ------------------- | ------------- | -------------------- | --------------------------- | ----------- |
| Ardleigh Green      | HORNCHURCH    | RM                   | 51° 34′ 59″ N, 0° 12′ 50″ E | TQ535895    |
| Chase Cross         | ROMFORD       | RM                   | 51° 36′ 40″ N, 0° 10′ 19″ E | TQ505925    |
| Coldharbour         | RAINHAM       | RM                   | 51° 29′ 28″ N, 0° 11′ 17″ E | TQ525785    |
| Collier Row         | ROMFORD       | RM                   | 51° 35′ 35″ N, 0° 10′ 19″ E | TQ505905    |
| Cranham             | UPMINSTER     | RM                   | 51° 33′ 50″ N, 0° 16′ 16″ E | TQ575875    |
| Elm Park            | HORNCHURCH    | RM                   | 51° 32′ 53″ N, 0° 11′ 53″ E | TQ525855    |
| Emerson Park        | HORNCHURCH    | RM                   | 51° 34′ 26″ N, 0° 13′ 41″ E | TQ545885    |
| Frog Island         | RAINHAM       | RM                   | 51° 30′ 11″ N, 0° 10′ 52″ E | TQ515805    |
| Gidea Park          | ROMFORD       | RM                   | 51° 35′ 35″ N, 0° 12′ 00″ E | TQ525905    |
| Hacton              | UPMINSTER     | RM                   | 51° 32′ 17″ N, 0° 13′ 37″ E | TQ545845    |
| Harold Hill         | ROMFORD       | RM                   | 51° 36′ 36″ N, 0° 13′ 48″ E | TQ545925    |
| Harold Park         | ROMFORD       | RM                   | 51° 36′ 00″ N, 0° 14′ 35″ E | TQ555915    |
| Harold Wood         | ROMFORD       | RM                   | 51° 35′ 31″ N, 0° 13′ 44″ E | TQ545905    |
| Havering-atte-Bower | ROMFORD       | RM                   | 51° 37′ 12″ N, 0° 11′ 13″ E | TQ515935    |
| Heath Park          | ROMFORD       | RM                   | 51° 34′ 30″ N, 0° 12′ 00″ E | TQ525885    |
| Hornchurch          | HORNCHURCH    | RM                   | 51° 33′ 22″ N, 0° 12′ 47″ E |             |
| Noak Hill           | ROMFORD       | RM                   | 51° 37′ 08″ N, 0° 13′ 52″ E | TQ545935    |
| North Ockendon      | UPMINSTER     | RM                   | 51° 32′ 46″ N, 0° 17′ 56″ E | TQ595855    |
| Rainham             | RAINHAM       | RM                   | 51° 31′ 16″ N, 0° 11′ 49″ E | TQ525825    |
| Rise Park           | ROMFORD       | RM                   | 51° 35′ 49″ N, 0° 11′ 06″ E | TQ513909    |
| Romford             | ROMFORD       | RM                   | 51° 34′ 37″ N, 0° 10′ 41″ E | TQ510887    |
| Rush Green          | ROMFORD       | RM                   | 51° 34′ 01″ N, 0° 10′ 08″ E | TQ505875    |
| South Hornchurch    | RAINHAM       | RM                   | 51° 31′ 55″ N, 0° 11′ 02″ E | TQ516837    |
| Upminster           | UPMINSTER     | RM                   | 51° 33′ 22″ N, 0° 14′ 56″ E | TQ560865    |
| Wennington          | RAINHAM       | RM                   | 51° 30′ 07″ N, 0° 13′ 30″ E | TQ545805    |

## Wards et comités de zone
À Londres, les chiffres de population ne sont pas collectés pour les localités, ils sont énumérés pour les pupilles politiques
| Ward                   | Comité de secteur            | Population (2011) | Circonscription parlementaire |
| ---------------------- | ---------------------------- | ----------------- | ----------------------------- |
| Brooklands             | Romford                      | 14 957            | Romford                       |
| Cranham                | Upminster                    | 12 528            | Hornchurch and Upminster      |
| Elm Park               | Elm Park and Hylands         | 12 466            | Dagenham and Rainham          |
| Emerson Park           | Emerson Park and Harold Wood | 11 977            | Hornchurch and Upminster      |
| Gooshays               | Harold Hill                  | 14 692            | Hornchurch and Upminster      |
| Hacton                 | Hornchurch                   | 12 262            | Hornchurch and Upminster      |
| Heaton                 | Emerson Park and Harold Wood | 12 570            | Hornchurch and Upminster      |
| Havering Park          | North Romford                | 13 000            | Romford                       |
| Heaton                 | Harold Hill                  | 12 570            | Hornchurch and Upminster      |
| Hylands                | Elm Park and Hylands         | 12 952            | Romford                       |
| Mawneys                | North Romford                | 12 915            | Romford                       |
| Pettits                | Gidea Park                   | 12 955            | Romford                       |
| Rainham and Wennington | South Hornchurch and Rainham | 12 482            | Dagenham and Rainham          |
| Romford Town           | Romford                      | 15 921            | Romford                       |
| South Hornchurch       | South Hornchurch and Rainham | 13 544            | Dagenham and Rainham          |
| St Andrew's            | Hornchurch                   | 13 334            | Hornchurch and Upminster      |
| Squirrel's Heath       | Gidea Park                   | 13 194            | Romford                       |
| Upminster              | Upminster                    | 12 833            | Hornchurch and Upminster      |

## Référence
- (en) Cet article est partiellement ou en totalité issu de l’article de Wikipédia en anglais intitulé « List of districts in the London Borough of Havering » (voir la liste des auteurs).
- D. Mills, Oxford Dictionary of London Place Names, Oxford, 2000
- Royal Mail, Address Management Guide, Royal Mail Group, 2004